# Canton de Billère
Le canton de Billère est une ancienne division administrative française, située dans le département des Pyrénées-Atlantiques et la région Aquitaine.

## Composition
Le canton est constitué par la commune de Billère.

## Histoire
Billère faisait partie du canton de Lescar jusqu'à la création, par décret 82-95 du 27 janvier 1982, du canton de Billère.
| Période   | Identité                | Parti | Qualité |
| --------- | ----------------------- | ----- | --- |
| 1982-1988 | Raymond Delourme        | PS    | Ingénieur Maire de Billère de 1977 à 1989                                                                        |
| 1988-2008 | Jean Arriau             | RPR   | Professeur d'université conseiller régional, maire de Billère de 1989 à 2008                                     |
| 2008-2015 | Margot Triep-Capdeville | PS    | Vice-présidente du conseil général en 2011, Bedous Elue en 2015 dans le Canton de Billère et Coteaux de Jurançon |

## Démographie
| 1982   | 1990   | 1999   | 2006   | 2011   | 2012   |
| ------ | ------ | ------ | ------ | ------ | ------ |
| 13 138 | 12 570 | 13 398 | 13 241 | 13 343 | 13 367 |